# Scherman Vilmos
Scherman Vilmos (Nagytétény, 1886. április 13. – Budapest, 1964. november 19.) vegyész, egyetemi tanár, a kémiai tudományok kandidátusa (1952).

## Pályafutása
Scherman József és Steiner Róza fiaként született. 1908-ban szerezte vegyészmérnöki oklevelét a Bécsi Műszaki Egyetemen. Műszaki doktorátusát 1948-ban tette le Budapesten. 1908-ban a romániai Mărășeștiben az enyv-, szuperfoszfát- és szappangyár munkatársa volt, majd 1908 és 1919 között a Klotild Vegyipar Rt.-nek előbb a szabadkai, majd brassói, végül újfent a szabadkai gyárában dolgozott. 1919-től a Pozsony vármegyei Szereden a vegyészeti gyárnak volt műszaki igazgatója. 1922 és 1948 között a budapesti Hungária Vegyi- és Kohóművek, valamint annak jogutódja, a Hungária Vegyiművek műszaki igazgatójaként működött. 1948-ban Észak-Amerikában járt, hogy gyárakat tanulmányozzon, ezután itthon 1949-től a Vegyiműveket Építő Nemzeti Vállalat vezérigazgatója lett. 1951-ben Budapesten az Eötvös Loránd Tudományegyetemen a kémiai technológia tanszékvezető tanára, a Kémiai Technológiai Intézet igazgatója, valamint a budapesti műszaki egyetem magántanára volt.
Felesége Hirschbein Stefánia volt, Hirschbein Lázár és Hirsch Regina lánya, akit 1930. augusztus 7-én Budapesten vett nőül.
A Kozma utcai izraelita temetőben nyugszik.

## Művei
- Vegyipari géptan (Budapest, 1951)
- A kányahegyi kálitrachit káliumtartalmának hasznosítása (Budapest, 1954)
- Nátriumamalgámok…szervetlen vegyipari készítmények (Kuna Lászlóval, Budapest, 1954)
- Az elektrolízis fejlődése Magyarországon (Magy. Kémikus, 1958)